# Giannis Stergianos-Michailidis
Giannis Stergianos-Michailidis (Γιάννης Στεργιανός-Μιχαηλίδης en griego), (nacido el 31 de mayo de 1993, en Drama; Grecia) es un futbolista griego. Juega como defensa.

## Clubes
| Club          | País   | Año         |
| ------------- | ------ | ----------- |
| Doxa Drama FC | Grecia | 2011 - 2014 |
| Tyrnavos 2005 | Grecia | 2014 - 2015 |
| Panserraikos  | Grecia | 2015 - 2016 |
| AC Chalkis    | Grecia | 2016 - 2018 |